# Petteri Forsell
Petteri Forsell (Kokkola, 16 de outubro de 1990) é um futebolista finlandês que atua como meio-campista. Atualmente, defende o Korona, da Polônia.